# 청풍명월 (영화)
"청풍명월"(淸風明月)은 2003년에 개봉한 대한민국의 영화이다. 2004년 칸 영화제 주목할만한 시선에 초청되었다.

## 캐스팅
- 최민수 : 지환 역
- 조재현 : 규엽 역
- 김보경 : 시영 역
- 이종수 : 재덕 역
- 유연수 : 서무관 역
- 기주봉 : 장무관 역
- 전성환 : 성이균 역
- 조상건 : 김언 역
- 강신일 : 주상 역
- 권혁호 : 호위대장 역
- 김세동 : 황대감 역
- 이봉규 : 민대감 역
- 김종구 : 송대감 역
- 조선묵 : 이대감 역
- 오승명 : 유대감 역
- 배중식 : 태백 역
- 이무현 : 대마 역
- 윤택상 : 수육 역
- 김진환 : 거미 역
- 선학 : 독고 역
- 염철호 : 두더지 역
- 김명원 : 홍의무사 역
- 이정학 : 홍문관교리 역
- 원창연 : 도공 역
- 원태희 : 죄수 1 역
- 리민 : 부하 무관 1 역
- 김성오 : 부하 무관 3 역

## 관객수
- 서울 191,600 명
- 전국   536,258 명

※ 출처- KOBIS 영화관 입장권 통합 전산망

## 청풍명월 (Sword In The Moon) OST
CD 1 - With Lyrics
1.Brave Heart - 이태원

2.바다 - 조성모

3.슬픈약속 - 이지우

4.특별한 허락 - 김민종

5.그대안의 하루 - K2 김성면

6.나와 같을 테니 - 김돈규

7.그대 떠난 후 - 이정봉

8.운명 - 김승하

9.너에게로 - 이경섭

CD 2 - Background Music
1.The Sword In The Moon 1

2.No Way Out

3.Warriors

4.Until We Meet Again

5.Cold Heart, Red Rain

6.Nightmare

7.Power Of Revolution

8.Heart Of Sword

9.Moon Of Paradise

10.The Painful Memories

11.Assassin

12.The Evil Eye

13.Battle

14.Dark Side Of Your Heart

15.Shadow Of Darkness

16.Days To Remember

17.Sweet Sorrow

18.The Sword In The Moon 2

19.Brave Heart (Huming)